# Willi Reuter
Willi Reuter (* 23. Juli 1953 in Kronenburg-Hammerhütte) ist ein ehemaliger deutscher Fußballspieler. Für Alemannia Aachen und den VfR Bürstadt spielte der Abwehrspieler in 263 Spielen in der 2. Bundesliga.

## Sportlicher Werdegang
Der an der Grenze zu Belgien aufgewachsene Reuter begann seine Profikarriere bei Alemannia Aachen. Bei seinem Zweitligadebüt bei der 0:2-Niederlage gegen den 1. SC Göttingen 05 am 24. August 1974 wurde er zunächst für Peter Stollwerk eingewechselt, später von Trainer Michael Pfeiffer gegen Bernhard Adamczak wieder ausgetauscht. Im Verlauf der Spielzeit 1974/75 kam er zu insgesamt 14 Spieleinsätzen, beim 2:1-Erfolg über den DJK Gütersloh am 31. Spieltag gelang ihm mit dem Treffer zum Endstand auch das erste von insgesamt fünf Toren während seiner gesamten Laufbahn in der zweithöchsten Spielklasse. Bereits in der folgenden Spielzeit hatte er sich als Stammkraft in der Defensive seines Klubs etabliert, wovon 38 Saisoneinsätze künden. Bis 1979 lief er für die Mannschaft vom Tivoli in der 2. Bundesliga auf, dabei schwankte sie zwischen Abstiegskampf und Plätzen im Mittelfeld, beste Ergebnisse waren siebte Plätze in den Spielzeiten 1976/77 und Spielzeit 1978/79.
1979 wechselte Reuter von der 2. Bundesliga Nord in die 2. Bundesliga Süd und schloss sich dem Aufsteiger VfR OLI Bürstadt an. Hier bestritt er in den folgenden beiden Spielzeiten 62 Ligaspiele, am Ende der Spielzeiten 1980/81 verpasste er mit der Mannschaft auf dem 13. Tabellenrang aufgrund der zu schlechten Platzziffer die Qualifikation für die eingleisige zweite Liga. Fortan spielte er mit dem Klub in der Oberliga Hessen um den Wiederaufstieg in die 2. Bundesliga. Als Vizemeister der Spielzeit 1981/82 hinter dem Mitabsteiger FSV Frankfurt qualifizierte er sich mit der Mannschaft für die Deutsche Amateurmeisterschaft 1982, scheiterte dort jedoch direkt zum Auftakt gegen die Amateurmannschaft von Werder Bremen. In der folgenden Spielzeit gelang die Meisterschaft in der Oberliga, in der Aufstiegsrunde zur 2. Bundesliga reichte es hinter dem SSV Ulm 1846 und dem 1. FC Saarbrücken nur zum dritten Platz. In der Spielzeit 1983/84 wiederholte der Klub die Oberliga-Meisterschaft, hinter dem FC 08 Homburg distanzierte die Mannschaft den Freiburger FC und den TSV 1860 München und stieg erneut auf. In der Mannschaft rund um Josef Sarroca, Jürgen Strack, Peter Schwarz und Tormann Kurt Kowarz kam er nochmals zu 18 Zweitligaeinsätzen, konnte den direkten Wiederabstieg jedoch nicht verhindern. Dabei hatte er kurz vor Saisonende von Norbert Wagner gemeinsam mit Schwarz und Franz Ludwig das Traineramt übernommen und blieb in den von ihnen betreuten fünf Partien ohne Niederlage, bei vier Unentschieden reichte es jedoch dennoch nur zum 18. Tabellenplatz.
Als Vizemeister der Spielzeit 1985/86 hinter den Kickers Offenbach verpasste Reuter als Trainer mit der Mannschaft den direkten Wiederaufstieg. In der Deutschen Amateurmeisterschaft 1986 erreichte sie anschließend das Endspiel, musste sich aber dem BVL 08 Remscheid nach Verlängerung mit 1:2 geschlagen geben.
1994 übernahm Reuter erneut das Traineramt beim VfR Bürstadt, ehe er Ende August 1995 von Lothar Buchmann beerbt wurde. Später trainierte er im Verein im Jugendbereich, ab 2000 war er zeitweise für die Reservemannschaft des Klubs zuständig. Im Oktober 2008 übernahm er das Traineramt beim FC 07 Bensheim. Zudem engagierte er sich beim Juniorenförderverein in Bürstadt.